# Rape of Belgium

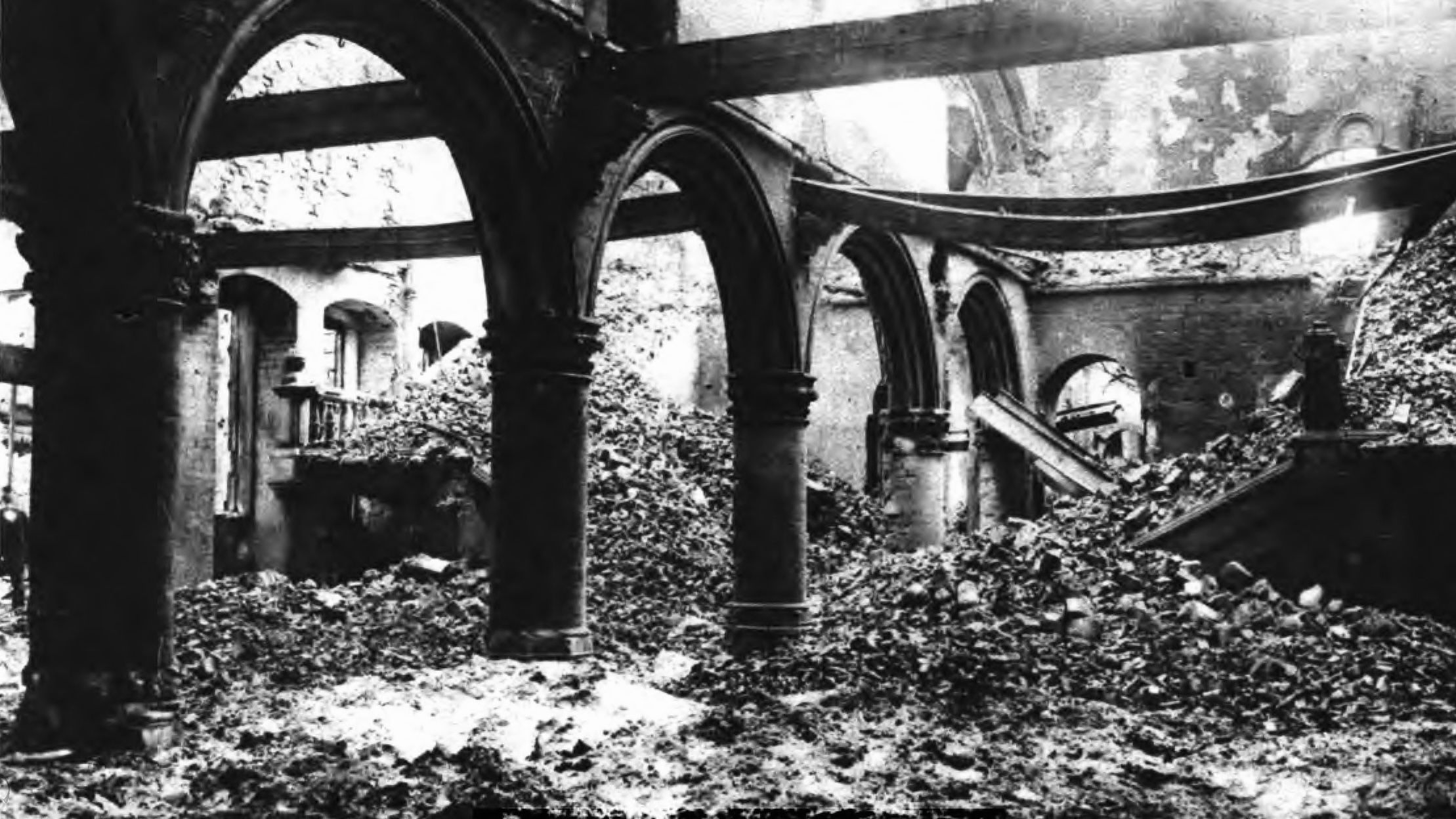
De ruïne van de bibliotheek van de Katholieke Universiteit van Leuven, nadat ze in 1914 in brand was gestoken.

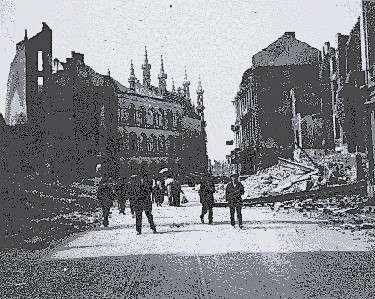
De vernielingen in Leuven in 1915.

De Rape of Belgium (Verkrachting van België) is de wreedheid tegen de Belgische burgerbevolking in het begin van de Eerste Wereldoorlog door het Duitse leger. Na de oorlog werd aanvankelijk aangenomen dat het slechts om geallieerde propaganda ging, maar nieuwe bronnen gaven aan dat Duitse oorlogsmisdaden tegen Belgische burgers, hoewel inderdaad aangedikt door de geallieerde propaganda, wel degelijk hebben plaatsgevonden.
Bij de wreedheden tegen de burgerbevolking kwamen ongeveer 6000 Belgen om het leven en werden 25.000 gebouwen vernietigd in meer dan 800 gemeenten. Naar schatting waren 1,5 miljoen Belgen, ongeveer 20% van de bevolking destijds, op de vlucht voor het Duitse leger. Het precieze aantal varieert van een half miljoen tot 1,5 miljoen.

## Bezetting van België
Hoewel in het Verdrag van Londen (1839) de neutraliteit van België door verschillende Europese mogendheden gegarandeerd werd, waaronder het Koninkrijk Pruisen (prominente staat in het latere Duitse Keizerrijk), besloten keizer  Wilhelm II en de Duitse Generale Staf het Schlieffenplan alsnog uit te voeren. Het plan hield in dat het Duitse leger met een enorme flankaanval Frankrijk in het noorden via België zou aanvallen. De neutraliteit van België zou hiermee geschonden worden. Volgens de geallieerde propaganda deed de Duitse rijkskanselier Theobald von Bethmann Hollweg het verdrag spottend af als een 'vodje papier'. In werkelijkheid waren deze woorden echter geen uiting van minachting, maar van teleurstelling: deze woorden werden door de rijkskanselier uitgesproken nadat de Britse ambassadeur in Berlijn hem meedeelde dat het Verenigd Koninkrijk omwille van de Duitse invasie van België Duitsland de oorlog verklaarde. Von Bethmann Hollweg was voorstander van goede betrekkingen met de Engelsen en was daarom teleurgesteld dat de Engelsen vanwege het zo gezegde 'vodje papier' tegen de Duitsers ten strijde trokken.

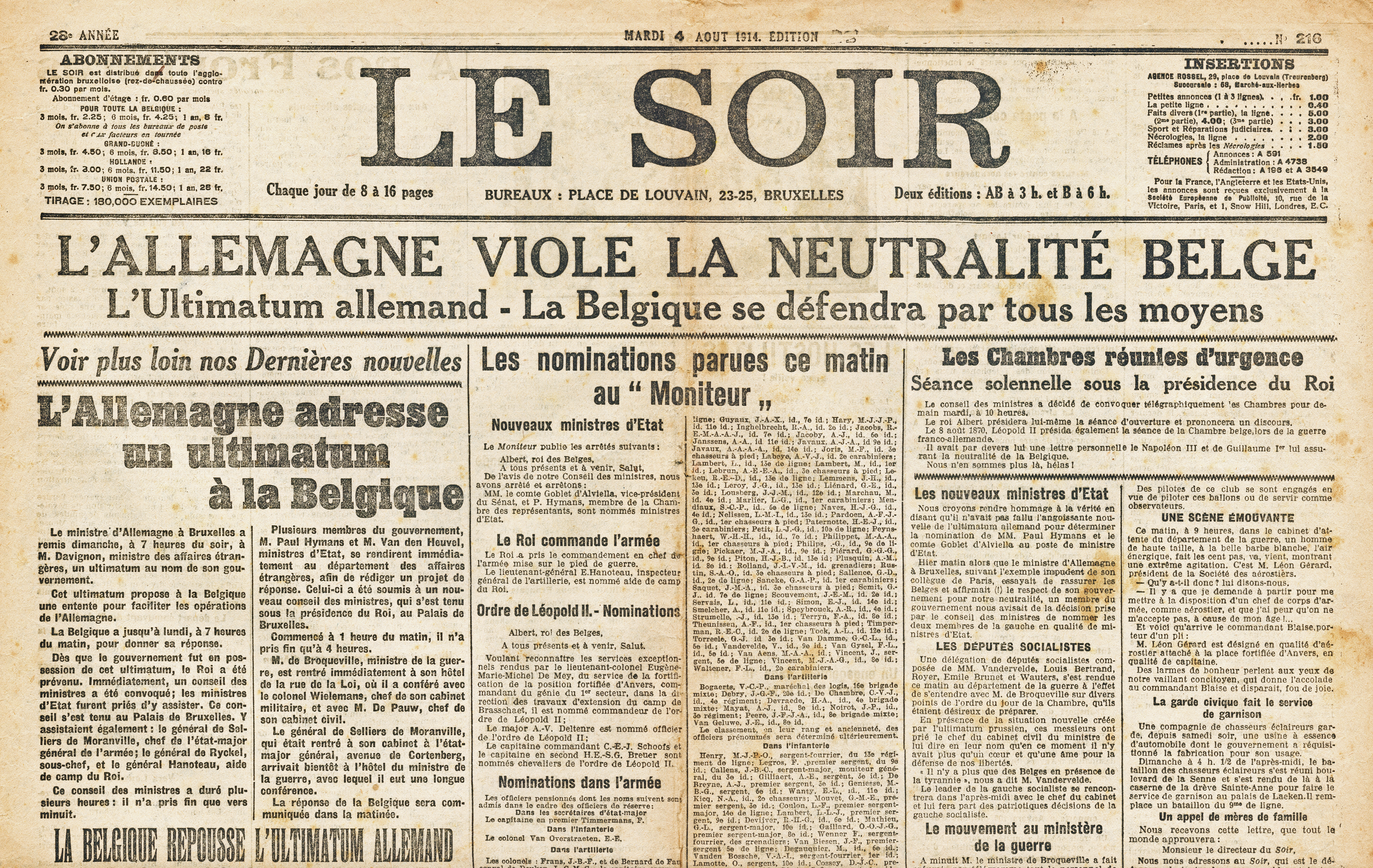
Voorpagina van de Brusselse krant Le Soir van 4 augustus 1914 met melding van de Duitse aanval op België

Al in de nacht van 1 op 2 augustus 1914 werd Luxemburg door Duitse troepen bezet. Op 2 augustus 1914 legde Duitsland België een ultimatum voor: een vrije doorgang voor het Duitse leger werd geëist. België verwierp prompt het ultimatum en wendde zich tot Groot-Brittannië voor hulp. Op 4 augustus trokken de eerste Duitse troepen België binnen. De eerste schermutselingen vonden in Gemmenich plaats.
Het Duitse leger kwam voor het eerst in contact met serieuze geallieerde tegenstand bij de IJzer. Hier vond op 18 november 1914 de Eerste Slag om Ieper plaats.
Het bezette België werd in twee bestuursgebieden ingedeeld:
1. "Das Operations- und Etappengebiet in Ost- und Westflandern". Dit gebied viel direct onder de controle van het Duitse opperbevel.
2. Keizerlijke Duitse Generaal Gouvernement van België. Dit gebied viel direct onder de controle van de keizer.

Bij de Belgisch-Nederlandse grens werd over de gehele lengte een draadversperring onder stroom geplaatst. Deze heette De Draad. De Draad diende te voorkomen dat Belgen naar Nederland zouden vluchten. Nederland was namelijk neutraal tijdens de Eerste Wereldoorlog.

## Oorlogsmisdaden

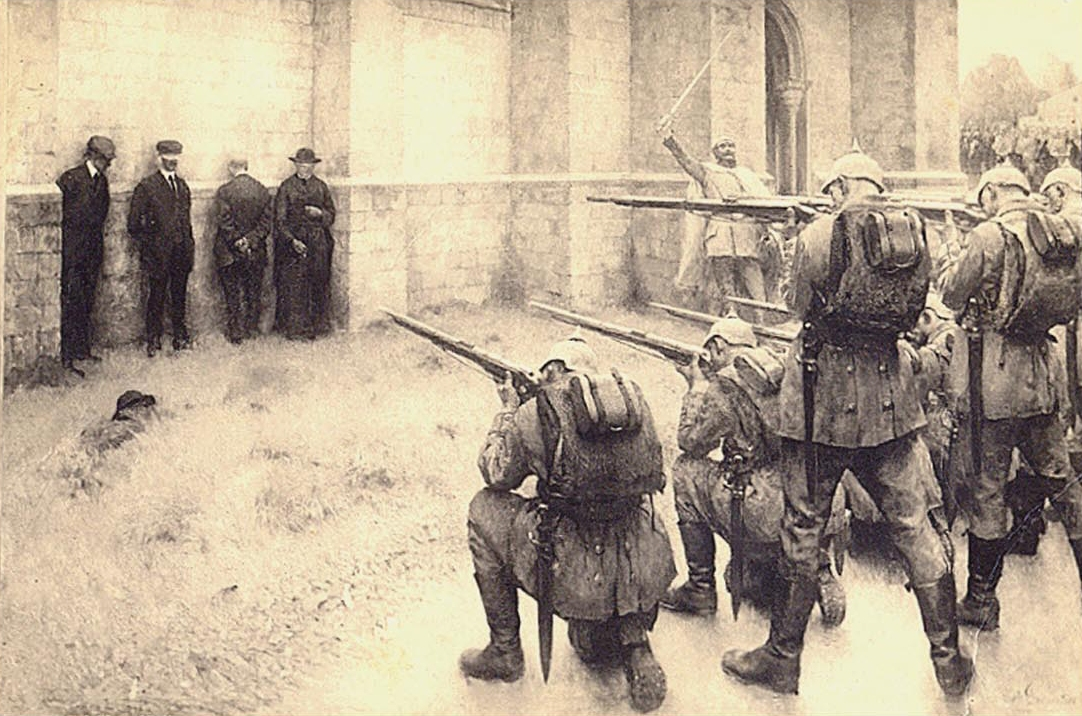
Een afbeelding van een executie van burgers uit Blegny, gemaakt door Evariste Carpentier.

De misdaden tegen de Belgische burgerbevolking tijdens de Duitse opmars hadden geen wild, ongecontroleerd karakter, integendeel: de executies en vernielingen in Luik, Andenne en Leuven en eerder in Dinant werden aangestuurd door de top van het Duitse leger. De Duitse legerleiding besloot tot dergelijke afschrikwekkende represailles nadat hun troepen, naar eigen zeggen, door burgers waren beschoten. Om afgrijselijke vergeldingsmaatregelen goed te praten werd telkens het argument van deze zogenaamde francs-tireurs aangevoerd. Voor de oorlog begon, hadden de Duitse generaals hun eigen soldaten zwaar geïndoctrineerd en opgestookt met verhalen over francs-tireurs uit de Frans-Duitse Oorlog van 1870-1871. Er werd bij hen gedrild dat ze tijdens hun opmars de plaatselijke bevolking onder geen beding mochten vertrouwen en hard moesten optreden als ze door hen werden beschoten. De publieke opinie werd eveneens opgejut door propagandaverhalen, om de legerleiding zo van onvoorwaardelijke steun voor de oorlogsinspanning te voorzien. De Duitsers waren bang voor gewapende burgers die met guerrillatactieken het leger en de aanvoerlijnen zouden ondermijnen. Deze paranoia ging zo ver, dat elk klein incident dat niet onmiddellijk verklaard kon worden een aanleiding tot dergelijke represailles kon geven. In elk geval was er van hogerhand echter geen bevel gegeven tot georganiseerde franc-tireurdaden en ging het waarschijnlijk om geïsoleerde gevallen. De angst voor de franc-tireurs ging gepaard met gruwelijke misdaden waaronder de executie van vrouwen en kinderen. In Aarschot vielen 156 doden, in Andenne 211 doden, in Tamines 383 doden en in Dinant maar liefst 674 doden.
Op 25-26 augustus 1914 verwoestte het Duitse leger delen van de middeleeuwse stad Leuven, waaronder zijn bibliotheek met 300.000 historische boeken en andere werken. De boeken werden met benzine overgoten en aangestoken. Meer dan 200 huizen werden afgebrand, nadat eerst de bewoners in hun woning waren geëxecuteerd. 2.000 gebouwen werden vernietigd. In totaal kwamen 248 burgers om het leven en werd de rest van de bevolking de stad uitgezet. De stad werd beroofd van al zijn waardevolle materialen: voedsel, grondstoffen en industrie. Ook op andere plekken in België maakten Duitse soldaten zich schuldig aan wreedheden: in de provincie Brabant werden nonnen gedwongen zich uit te kleden, aangezien zij werden verdacht van spionage voor de geallieerden. Tussen augustus en september vielen vrouwen van Aarschot ten prooi aan de brutaliteit van Duitse soldaten: zij werden onteerd en verkracht. Plunderingen kwamen in die periode in België ook voor.
De meeste represailles waren vooral ontstaan door misverstanden: in Leuven bijvoorbeeld bleken de Duitsers in de verwarring op elkaar geschoten te hebben en in Aarschot werd een Duitse kolonel (die erg gehaat was bij zijn eigen manschappen) door een van zijn eigen soldaten doodgeschoten. Al deze represailles werden wereldwijd veroordeeld (uit latere getuigenissen zou ook blijken dat niet alle Duitsers te velde deze gruwelen goedkeurden).
Hitler zou later in een van zijn toespraken verwijzen naar de wreedheden van het Duitse leger in België. Hij omschreef de acties als een legitieme manier om een onrustige burgerbevolking in een bezet gebied onder de duim te houden.

## Kritiek op de geallieerde oorlogspropaganda

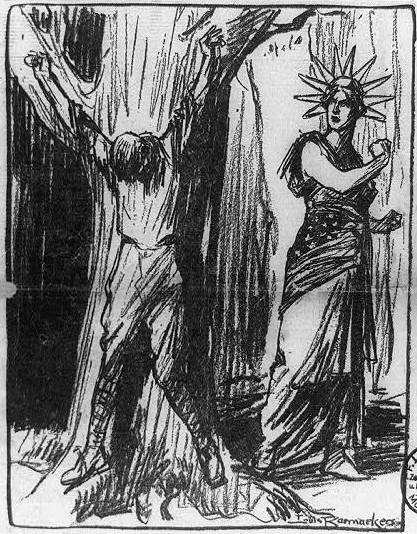
"Wake up Amerika" prent uit 1918

Historici beschrijven de waarnemingen van de geallieerden over de Belgische invasie als volgt: "The invasion of Belgium, with it's very real suffering, was nevertheless represented in a highly stylized way that dwelt on perverse sexual acts, lurid mutilations, and graphic accounts of child abuse of often dubious veracity." In Groot-Brittannië dikten veel patriottische schrijvers de Duitse wreedheden, die inderdaad begaan werden, nog eens extra aan met als doel de demonisering van de Duitsers. De populaire schrijver William Le Queux beweert bijvoorbeeld in een van zijn werken dat het Duitse leger bestaat uit een bende van "Jack the Rippers". Hij spreekt over het afhakken van handen en voeten, het op de bajonet nemen van baby's en verschrikkelijke verminkingen. Deze zogenaamde misdaden hebben nooit (of nooit op grote schaal) plaatsgevonden.
Volgens Nicoletta Gullace, een Brits historica, wilde de Britse pers het accent van de oorlog zo snel mogelijk verplaatsen van de moord op de aartshertog Ferdinand naar de "perverse" invasie en de schending van de neutraliteit van België door de Duitsers. Ze wilde Duitsland afschilderen als een land dat niet geplaagd werd door enig besef van moraliteit. Door het accent weg te halen bij een ver conflict op de Balkan (waar de Britse aartsvijand Rusland tegenover de Duitsers stond) trachtte de pers de publieke opinie voor de oorlog te winnen. Haar stellingname onderbouwt Gullace met de bevindingen van het Bryce Rapport van Lord Bryce (een rapport dat de wreedheden van de Duitsers in België beschreef). Bryce schreef over de idioterie van het feit dat Europa in een regionale oorlog op de Balkan werd getrokken. Een oorlog die verschrikkelijk was. Later echter beweerde Bryce in een brief dat de Britten niet zomaar konden toekijken, terwijl de Duitsers de Belgische neutraliteit schonden. In intellectuele kringen werd de spottende manier waarop de Duitse kanselier Bethmann Hollweg het Verdrag van Londen beschreef, namelijk als een "waardeloos stukje papier", gezien als een ondersteuning voor de oorlog; in arbeiderskringen was de overtuigingskracht van de beschrijving een stuk minder sterk. Zo meende bijvoorbeeld de Labourpoliticus Ramsay MacDonald dat de reden om het volk te bewapenen en het leven te laten riskeren in een oorlog nog nooit zo'n zwakke basis had gekend. Britse wervingsbureaus gaven aan dat zij veel moeite ondervonden mensen (arbeiders) te overtuigen zich bij het leger aan te sluiten, aangezien de reden voor oorlog niet overtuigend genoeg bleek. Toen de Duitse opmars in België gestaag verderging, begonnen de Britse kranten te berichten over de Duitse wreedheden. Alle kranten, de serieuze en de boulevardbladen, toonden weinig interesse in de officiële berichtgeving. Men vond dit een aaneenschakeling van gestolen rijkdommen en goederen met amper sensatie. In plaats daarvan overspoelden de verhalen over verkrachtingen en bizarre verminkingen en wreedheden de Britse pers. Het "waardeloze stukje papier" werd door de pers metaforisch weergeven als een verkrachte vrouw, bijvoorbeeld in cartoons van Louis Raemaekers. Zijn werk werd veelvuldig in de Verenigde Staten verspreid.

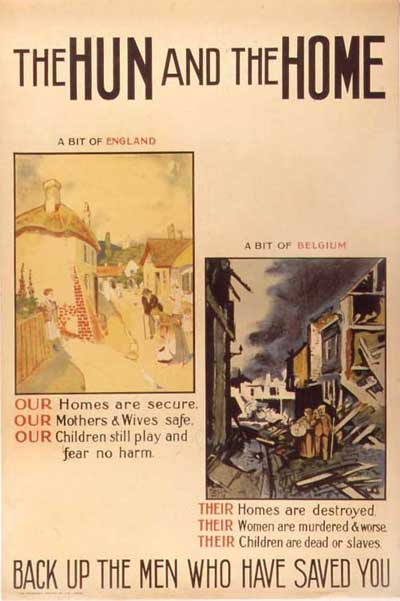
Propagandaposter: de Hunnen

Een deel van de pers, zoals de uitgever van The Times en Edward Tyas Cook, uitten hun zorgen over het feit dat sommige berichtgeving zo absurd en willekeurig was dat het de geloofwaardigheid van het totaalbeeld over de Duitse opmars in België zou verzwakken. Daarom eisten zij een beter gestructureerde aanpak. De Amerikaanse pers sloot zich hierbij aan en betwijfelde de betrouwbaarheid van een groot deel van de berichtgeving. Het feit dat het Britse 'Press Bureau' de controversiële berichtgeving niet censureerde, bracht de Britse regering in een gevoelige situatie: daarom werd het 'Comité Vermeende Duitse Wreedheden' (Committee on Alleged German Outrages) in het leven geroepen in december 1914 om de betrouwbaarheid van de berichtgeving te onderzoeken. Dit kwam neer op een gedegen onderzoek naar Duitse oorlogsmisdaden. Lord Bryce werd voor deze taak als bijzonder geschikt beschouwd, want hij stond voor de oorlog vriendelijk tegenover de Duitsers en had een goede reputatie in de VS aangezien hij daar gewerkt had.
Het bleek echter zeer moeilijk tot een gedegen onderzoek te komen door het geringe aantal ooggetuigen. Hierdoor werd het comité gedwongen om in wezen een neponderzoek te houden dat de goede naam van Lord Bryce zou bekrachtigen. Vele schokkende verhalen uit het onderzoek berusten niet of deels op waarheid. Het comité publiceerde het onderzoek in mei 1915. De directeur van het Britse oorlogspropagandabureau Charles Masterman schreef aan Lord Bryce dat zijn onderzoek de Amerikanen had overweldigd. Zelfs de grootste sceptici waren alleen al door Lord Bryce’s handtekening overtuigd.
Nadat het Bryce Rapport in tien talen was vertaald, diende het als de basis voor de oorlogspropaganda, het werd de bron voor veel andere publicaties en de wreedheden uit het rapport werden het fundament voor de propagandacampagne tegen Wilhelm II, de zogeheten campagne "Hang-the-Kaiser". Arnold J. Toynbee publiceerde bijvoorbeeld in 1917 'The German Terror in Belgium'. Dit werk benadrukte de seksuele perversiteiten uit het onderzoek. Er werd gesproken over een Belgische vrouw die op het plein aan een deur was genageld met een zwaard, haar bovenlichaam ontbloot en haar borsten afgehakt.
De Britse regering produceerde regelmatig zeer bizarre berichtgeving en presenteerde dit het publiek als waarheid. Bijvoorbeeld het verhaal dat Belgische nonnen aan de klepel van de kerkklokken werden vastgebonden en dan door het luiden van de klokken doodgeslagen werden. De absurde berichtgeving versterkte ook weer andere soortgelijke oorlogspropaganda. Propaganda die dus zeer dik was aangezet.
Veel van deze zogenaamde berichten werden door Groot-Brittannië gepubliceerd om de Amerikanen voor de oorlog te winnen. In een artikel in The Nation gepubliceerd in 1929 stond het volgende: "De geallieerden probeerden met zoveel mogelijk verhalen over Duitse wreedheden, de sympathie en Amerikaanse ondersteuning te verkrijgen. Ons werden elke dag verhalen voorgeschoteld, bijvoorbeeld van Belgische kinderen wier handen werden afgehakt, een gekruisigde Canadese soldaat, nonnen wier borsten werden afgesneden, de Duitse gewoonte om smeermiddelen te putten uit de lichamen van de gesneuvelden en nog veel meer."

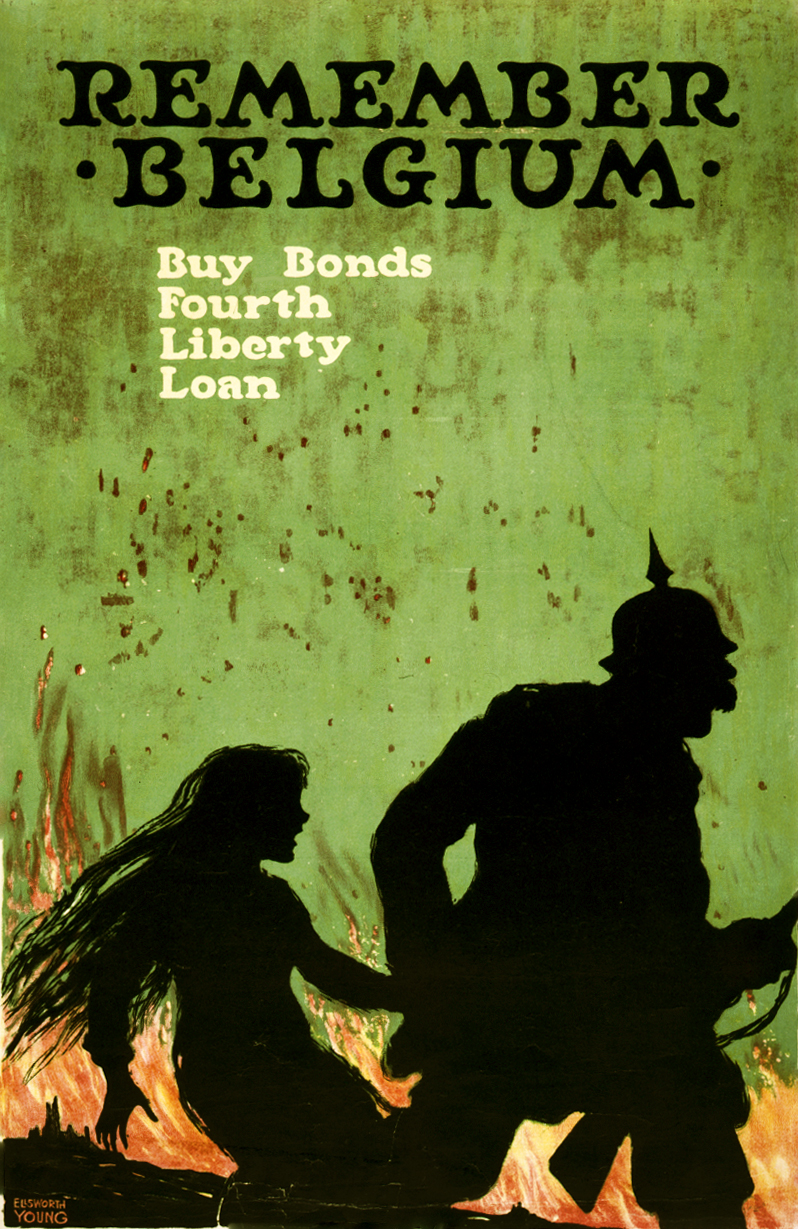
Poster om obligaties te verkopen

De vierde 'Liberty-Bond-Campaign' van 1918 gebruikte een poster van de illustrator Ellsworth Young met de tekst 'Remember Belgium' die het silhouet van een jong Belgisch meisje toonde dat door een Duitse soldaat wordt meegesleurd met op de achtergrond een brandende gemeenschap. Historica Kimberly Jensen interpreteert de afbeelding op de poster als "Zij (Belgische vrouwen) zijn 's nachts alleen en verkrachting dreigt". Men ging ervan uit dat het Amerikaanse volk wel op de hoogte moest zijn van de gruwelijkheden in het begin van de oorlog, gezien de tekst op de poster. Robert E. Herzstein beweert in zijn boek Roosevelt and Hitler dat de Duitsers geen effectieve manier konden vinden om de krachtige Britse propaganda over de ‘Rape of Belgium’ en andere zogenaamde wreedheden tegen te gaan.

## Nalatenschap

### Latere analyses
De oorlogsmisdaden van 1914 werden in de jaren 20 van de twintigste eeuw vaak afgedaan als Britse propaganda. De afgelopen jaren heeft echter een nieuwe generatie academici uitvoerig onderzoek gedaan naar de originele documenten en vonden bewijs voor Duitse wreedheden die op grote schaal plaatsvonden. Er woedt een debat tussen een groep academici die van mening zijn dat het Duitse leger puur vanuit paranoia (angst voor guerrillatactieken) handelde en een groep die extra oorzaken benadrukken.
Journalist Adam Hochschild schrijft in zijn boek King Leopold’s Ghost: dat de Rape of Belgium tot gevolg had dat de wreedheden in de Kongo-Vrijstaat begaan door het Belgische leger naar de achtergrond verdwenen. Een internationale campagne tegen de Belgische wreedheden in Congo werd in het zadel geholpen in de eerste tien jaar van de twintigste eeuw. 
Volgens geschiedkundige Larry Zuckermann oversteeg de Duitse bezetting van België ruimschoots de rechten die een bezettingsmacht toegekend kreeg volgens het internationale recht. De militaire Duitse administratie trachtte alle aspecten van het Belgische dagelijkse leven naar eigen hand te zetten. Zowel op individueel niveau door middel van reisverboden en collectieve straffen als op maatschappelijk-economisch niveau door middel van het volledig uitkleden en exploiteren van de Belgische industrie en provincies. Voor de oorlog was België de zesde economie in de wereld. De Duitsers gingen zo systematisch te werk met het uitputten van de Belgische economie dat het nooit meer haar vooroorlogse status zou terugkrijgen. Meer dan 100.000 Belgische arbeidskrachten werden gedwongen in de Duitse industrie, aan spoorwegen in Noord-Frankrijk of aan andere Duitse oorlogsactiviteiten te werken. De Duitse bezetter presenteerde dit aanvankelijk als een goedbedoelde maatregel tegen de werkloosheid in België. Vanaf oktober 1916 werd het echter steeds duidelijker dat er sprake was van vaak gewelddadige deportaties van arbeiders om hen in Duitsland dwangarbeid te laten verrichten.

### Historische studies
Studies over dit onderwerp:
- John Horne & Alan Kramer, German Atrocities 1914: A History of Denial, Yale University Press: New Haven 2001
- Jeff Lipkes, Rehearsals: The German Army in Belgium, August 1914, Leuven University Press: Leuven 2007
- Larry Zuckerman, The Rape of Belgium: The Untold Story of World War 1, New York University Press: New York 2004

Horne en Kramer geven veel verklaringen; ten eerste de angst voor een ‘volksoorlog’:

The source of the collective fantasy of the People's War and of the harsh reprisals with which the German army (up to its highest level) responded are to be found in the memory of the Franco-Prussian War of 1870–1, when the German armies faced irregular Republican soldiers (or francs-tireurs), and in the way in which the spectre of civilian involvement in warfare conjured up the worst fears of democratic and revolutionary disorder for a conservative officer corps.

inexperience leading to lack of discipline amongst German soldiers, drunkenness; 'friendly fire' incidents arising from panic; frequent collisions with Belgian and French rearguards leading to confusion; rage at the stubborn and at first successful defence of Liège during the Battle of Liège, when Germany's invasion firstly failed; rage at Belgian resistance at all, not seen as a people entitled to defend themselves; prevailing almost hatred of the Roman Catholic clergy in Belgium and France; ambiguous or inadequate German field service regulations regarding civilians; failure of German logistics later leading to uncontrolled looting etc.